# Марка (погранична област)
Марка је франачка реч која значи „граница”. Односи се на област око границе између две државе, као што је, на пример, била Војна крајина. Током владавине франачке династије Каролинга, употреба ове речи се проширила по целој Европи. За разлику од тзв. тампон зоне, марка јасно припада територији једне земље, и посебно се утврђује и наоружава за одбрану од суседне земље.